# Alectryon diversifolius
Alectryon diversifolius es una especie de árbol perteneciente a la familia de las  sapindáceas. Se encuentra en  Australia. 

## Descripción
Es un arbusto que alcanza un tamaño de 3 m de altura. Las hojas son simples, a menudo agrupadas en ramitas cortas, variables en forma y tamaño, en su mayoría oblanceoladas, de 1.5-6 cm de largo, 5-15 mm de ancho, coriáceas, rígidas y glabras, el ápice obtuso o mucronado, base ± atenuada, los márgenes dentados o en forma irregular con pocos dientes espinosos (sobre todo en el crecimiento juvenil), el pecíolo de 2-4 mm de largo. Las flores solitarias, en pequeños grupos o racimos <25 mm de largo. Pétalos ausentes. El fruto con 1  o 2 lóbulos, por lo general de 5-10 mm de largo,  glabros o finamente peludos; semillas negras y el arilo rojo.

## Distribución y hábitat
Se encuentra en los matorrales en los distritos del interior norte de Warialda o en la bosque seco en la zona de Acacia Creek, en Nueva Gales del Sur.

## Taxonomía
Alectryon diversifolius fue descrita por (F.Muell.) Reynolds   y publicado en Austrobaileya 2: 335, en el año 1987.
Sinonimia
- Heterodendrum diversifolium F.Muell. basónimo[3]